# NGC 7308
NGC 7308 é uma galáxia elíptica (E-S0) localizada na direcção da constelação de Aquarius. Possui uma declinação de -12° 56' 01" e uma ascensão recta de 22 horas, 34 minutos e 32,0 segundos.
A galáxia NGC 7308 foi descoberta em 1886 por Frank Leavenworth.